# Pretty Flamingo
«Pretty Flamingo» — песня, написанная американским поэтом-песенником Марком Барканом (Mark Barkan), ставшая хитом в исполнении британской группы Manfred Mann в 1966 году (#1 в UK Singles Chart 5 мая 1966 и #29 в Hot 100). Позже эту песню исполняли другие музыканты, в частности, Томми Роу (Sweet Pea, 1966), Дариус Данеш, Род Стюарт (A Night on the Town, 1976). 

## История
Manfred Mann записали эту песню 18 марта 1966, месяц спустя она была выпущена в виде сингла на лейбле His Master’s Voice с песней "You're Standing By" на второй стороне. Вокал на этой записи принадлежит Полу Джонсу. В записи также принимал участие басист Джек Брюс, который незадолго до этого присоединился к группе Manfred Mann, но скоро ушёл из нее в Cream. В том же году эта песня была издана в составе двух долгоиграющих альбомов-сборников Mann Made Hits (издан в Великобритании) и Pretty Flamingo (издан в США).

## АльбомPretty Flamingo
Сторона А:
1. «Pretty Flamingo» (Barkan) — 2:33
2. «Let's Go Get Stoned» (J. Armstead, N. Ashford, V. Simpson) — 3:57
3. «Tired Of Trying, Bored With Living, Scared Of Dying» (Jones) — 2:53
4. «I Put A Spell On You» (J. Hawkins) — 3:38
5. «It's Getting Late» (Mann, Hugg, Jones, Mc Guinness) — 2:37
6. «You're Standing By» (McGuiness) — 2:58

Сторона Б:
1. «Machines» (Shuman) — 2:37
2. «Stay Around» (Vickers) — 2:23
3. «Tennessee Waltz» (P. W. King, Redd Stewart[англ.]) — 3:02
4. «Driva Man» (M.Roach, O. Brown, Jr.) — 2:27
5. «Do You Have To Do That» (Jones) — 3:29